# محمد پاکپور
محمد پاکپور (زادهٔ ۱۳۴۰) سرلشکر سپاه پاسداران انقلاب اسلامی است، که از ۲۳ خرداد ۱۴۰۴ به‌عنوان هشتمین فرمانده کل سپاه پاسداران انقلاب اسلامی فعالیت می‌کند.
وی دانش‌آموختهٔ کارشناسی ارشد جغرافیا از دانشگاه تهران و دکتری جغرافیای سیاسی از دانشگاه تربیت مدرس است. او در طول جنگ ایران و عراق از اعضای سپاه پاسداران بود و فرماندهی یگان زرهی سپاه را برعهده داشت.
پاکپور از ۱۳۷۶ تا ۱۳۷۹ فرمانده لشکر ۸ نجف بود، در فاصله سال‌های ۱۳۷۹ تا ۱۳۸۲ فرماندهی لشکر ۳۱ عاشورا را برعهده داشت، از ۱۳۸۲ تا ۱۳۸۷ به‌عنوان رئیس ستاد نیروی زمینی سپاه فعالیت می‌کرد، از ۱۳۸۷ تا ۱۳۸۸ معاون عملیات سپاه پاسداران بود و در فاصله سال‌های ۱۳۸۸ تا ۱۴۰۴ به مدت ۱۶ سال فرماندهی نیروی زمینی سپاه پاسداران را برعهده داشت.
در آوریل ۲۰۲۱ اتحادیه اروپا، پاکپور را به اتهام سرکوب اعتراضات مردمی آبان ۹۸ و نقض حقوق بشر در ایران تحریم کرد.

## زندگی

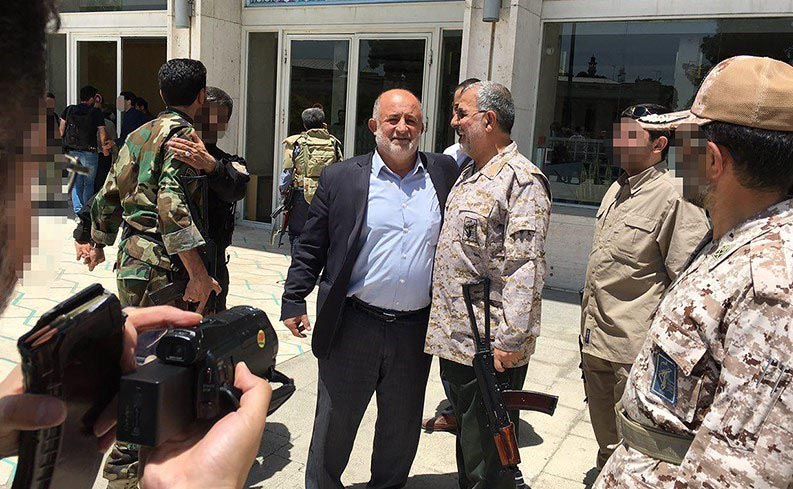
پاکپور پس از حمله داعش به مجلس

محمد پاکپور در سال ۱۳۴۰ در شهر اراک زاده شد. وی در سالهای نخست پس از وقوع انقلاب ۱۳۵۷، در هنگام شکل‌گیری غائله کردستان، به همراه گروهی به کردستان رفت. در طول جنگ ایران و عراق، فرماندهی یگان زرهی سپاه پاسداران را برعهده داشت و در طول جنگ، مجروح گردید. عمده مسئولیت‌های او شامل ۵ سال معاونت عملیات سپاه پاسداران، فرماندهی لشکر ۸ نجف، فرماندهی لشکر ۳۱ عاشورا، فرماندهی قرارگاه شمال و فرماندهی قرارگاه نصرت بوده است. وی فرماندهی یگان تکاور صابرین در خلال حملات ۱۳۹۶ تهران در محل مجلس شورای اسلامی را به عهده داشت.

## سوابق
- فرمانده یگان زرهی سپاه
- فرمانده قرارگاه نصرت
- معاون عملیات سپاه پاسداران
- فرمانده لشکر ۸ نجف
- فرمانده لشکر ۳۱ عاشورا
- رئیس ستاد نیروی زمینی سپاه
- فرمانده نیروی زمینی سپاه پاسداران انقلاب اسلامی
- فرمانده کل سپاه پاسداران انقلاب اسلامی

## تحریم
در ۱۲ آوریل ۲۰۲۱ اتحادیه اروپا، محمد پاکپور را به اتهام سرکوب اعتراضات مردمی آبان ۹۸ و نقض حقوق بشر در ایران در لیست تحریم خود قرار داد و تمامی دارایی وی در اروپا را مسدود کرد و هرگونه سفر به اروپا و دریافت ویزا از کشورهای اروپایی را برای وی ممنوع کرد.